# Coenonympha maesta
Coenonympha maesta är en fjärilsart som beskrevs av Ruggero Verity 1927. Coenonympha maesta ingår i släktet Coenonympha och familjen praktfjärilar. Inga underarter finns listade i Catalogue of Life.